# Lancia Ypsilon III
L'Ypsilon est une citadine produite par le constructeur automobile italien Lancia à partir de 2024. Elle est la 3e génération de Lancia Ypsilon et la première produite sous l'égide du groupe Stellantis.

## Présentation
La troisième génération de Lancia Ypsilon est présentée le jour de la Saint-Valentin du 14 février 2024, une semaine avant la 90e édition du salon de Genève.
Comme l’Opel Corsa F, la 3e génération d'Ypsilon est majoritairement une Peugeot 208 de 2e génération recarossée puisqu'elle partage la structure de carrosserie et celles des portes avant, ainsi que plusieurs éléments comme l’intégralité des vitrages, le pare-brise, le pavillon, les rétroviseurs, les arches de roues ainsi que le becquet arrière,.

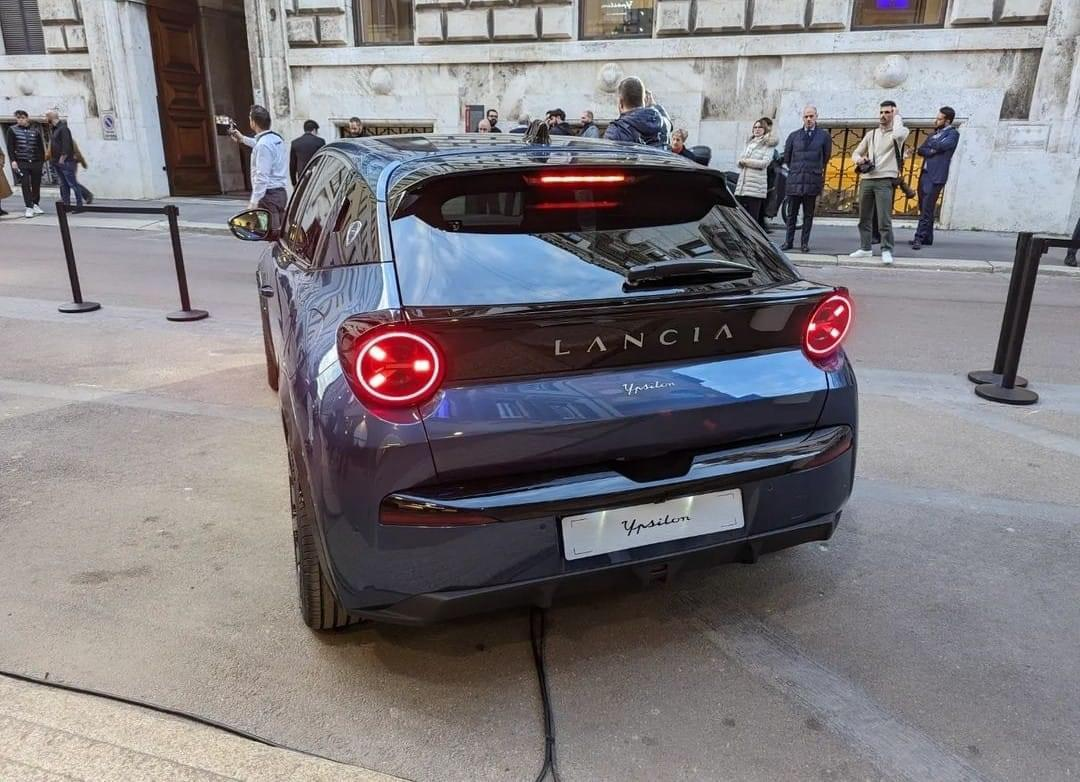
Vue de l’arrière
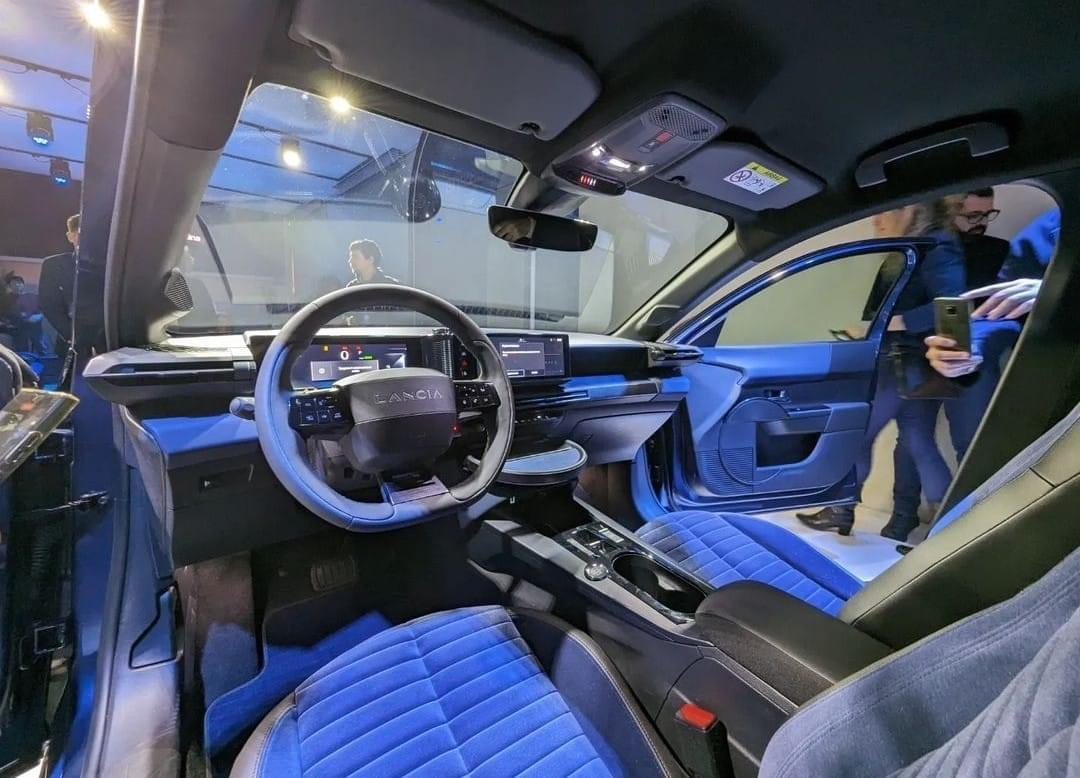
Intérieur

## Caractéristiques techniques
Elle est la première Lancia à être équipée de la plate-forme technique CMP du groupe Stellantis. Elle est produite en Espagne à l’usine de Figueruelas située près de Saragosse.

### Motorisations
La Lancia Ypsilon reçoit dès sa commercialisation une version 100 % électrique basée sur la configuration technique de la DS 3 II e-tense et la Peugeot e-208 comprenant un moteur de 115 kW (156 ch) pour un couple de 260 N m alimenté par une batterie de 51 kWh lui permettant une autonomie de 403 km.
Par la suite, elle sera également équipée du moteur à essence 1.2 PureTech Mild Hybrid 48V, avec des puissances de 100 et 136 ch.

## Finitions
- Ypsilon[6] :
  - alerte de franchissement de voie ;
  - climatisation automatique ;
  - écran central tactile de 10,25” ;
  - feux automatiques ;
  - jantes en acier de 16” avec enjoliveurs ;
  - port USB-C avant ;
  - radar de recul ;
  - réplication de smartphone sans fil ;
  - tableau de bord numérique de 10,25” ;
  - tablette centrale avant ;
  - tous feux à LED.

- LX (Ypsilon +) :
  - 2 ports USB-C arrière ;
  - caméra de recul ;
  - chargeur de smartphone à induction ; ;
  - détourage des vitres noir brillant ;
  - éclairage d’ambiance ;
  - jantes en alliage de 17” ;
  - radar de stationnement avant ;
  - régulateur de vitesse adaptatif ;
  - rétroviseurs rabattables électriquement ;
  - sellerie façon velours ;
  - surveillance des angles morts ;
  - vitres arrière surteintées.

### Séries limitées
Au lancement du modèle, l'Ypsilon Cassina est disponible en 1 906 exemplaires, référence à l'année de naissance du constructeur italien.
- Cassina (LX +) :
  - conduite semi-autonome de niveau 2 ;
  - jantes en alliage noires de 17” ;
  - siège conducteur électrique et massant ;
  - sièges avant chauffants ;
  - tablette avant Cassina.

## Concept car

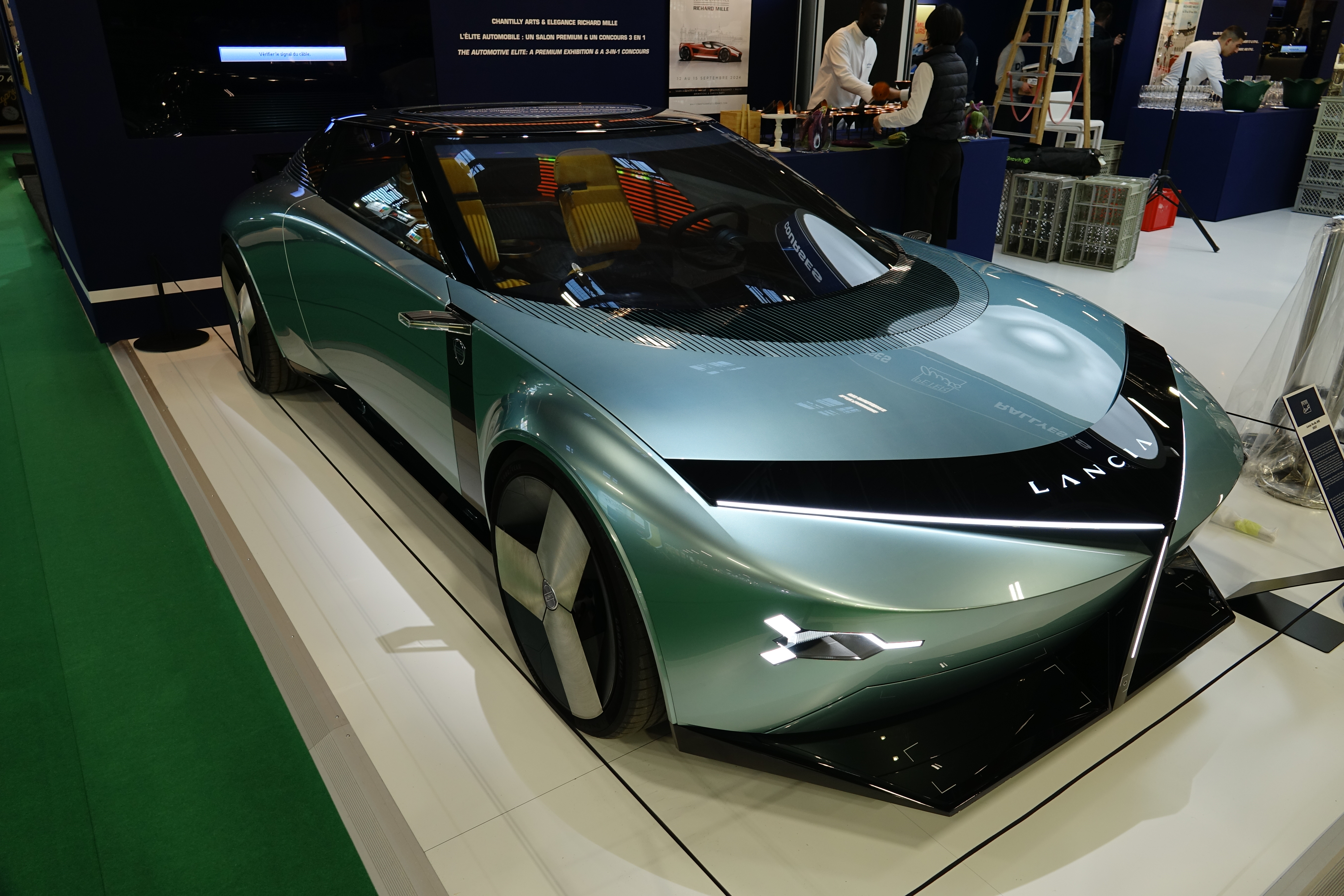
Lancia Pu+Ra HP.

L'Ypsilon III est préfigurée par le concept car Lancia Pu+Ra HPE présenté le 24 avril 2023. Elle reprend des éléments de style dont notamment les feux arrière inspirés de la Lancia Stratos.

## Anecdote
En décembre 2023, un prototype non-camouflé de la nouvelle Ypsilon est repêché dans un canal à Montbéliard, après le vol d'un camion qui transportait de véhicule à destination de l'usine de Saragosse. Cette affaire remet en cause le plan de communication de la marque, qui prévoyait de dévoiler son nouveau modèle en février 2024.